# ریزرایانه

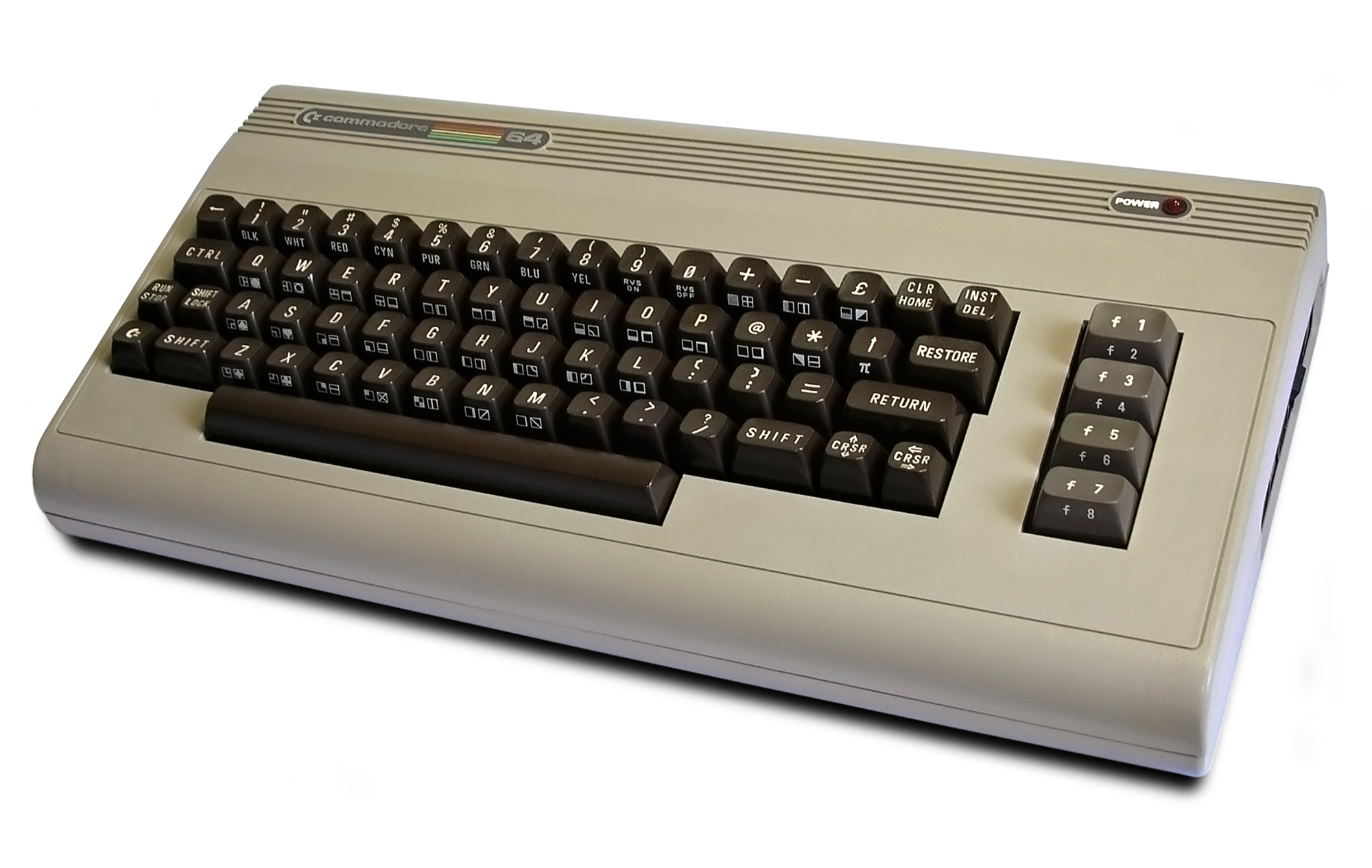
کمودور ۶۴ یکی از محبوب ترین ریزرایانه‌های زمان خود بود و پرفروش‌ترین رایانه خانگی تاکنون است.

ریزرایانه (به انگلیسی: Microcomputer) یک رایانه است که واحد پردازش مرکزی آن یک ریزپردازنده است. آن‌ها از نظر فیزیکی در مقایسه با رایانه‌های بزرگ و رایانه‌های کوچک، کوچکتر هستند.
استفاده از پیشوند «ریز» در دهه‌های ۷۰ و ۸۰ میلادی شایع بود، اما اکنون دیگر استفادهٔ عمومی ندارد.